# Paris-Roubaix de 1931
A 32.ª edição da Paris-Roubaix teve lugar a 5 de abril de 1931 e foi vencida pelo belga Gaston Rebry. Esta foi a primeira das três vitórias que conseguiria nesta corrida.

## Classificação final
| Posição | Ciclista               | Equipa                    | Tempo |
| ------- | ---------------------- | ------------------------- | ----- |
| 1       | Gaston Rebry           | Alcyon-Dunlop             |       |
| 2       | Charles Pélissier      | Genial Lucifer-Hutchinson |       |
| 3       | Émile Decroix          | Genial Lucifer-Hutchinson |       |
| 4       | Georges Ronsse         | La Française              |       |
| 5       | Émile Joly             | Genial Lucifer-Hutchinson |       |
| 6       | Jef Demuysere          | Genial Lucifer-Hutchinson |       |
| 7       | Alfons Schepers        | La Française              |       |
| 8       | Gustaaf Van Slembrouck | Genial Lucifer-Hutchinson |       |
| 9       | Romain Gijssels        | Dilecta-Wolber            |       |
| 10      | Adolf van Bruane       | A Nordiste                |       |